# Saint-Urcisse (Tarn)
Saint-Urcisse est une commune française située dans le département du Tarn, en région Occitanie. Sur le plan historique et culturel, la commune est dans le Pays Montalbanais, correspondant à la partie méridionale du Quercy.
Exposée à un climat océanique altéré, elle est drainée par le Tescou, le ruisseau de Nadalou et par divers autres petits cours d'eau.
Saint-Urcisse est une commune rurale qui compte 225 habitants en 2022, après avoir connu un pic de population de 672 habitants en 1866.  Ses habitants sont appelés les Saint-Urcissiens ou  Saint-Urcissiennes.

## Géographie

### Localisation
Commune située entre Gaillac et Montauban. Elle est limitrophe du département de Tarn-et-Garonne.

### Communes limitrophes
Les communes limitrophes sont  La Sauzière-Saint-Jean, Montdurausse, Montgaillard et Verlhac-Tescou.
|                                  | Montdurausse  |                        |
| Verlhac-Tescou (Tarn-et-Garonne) | Saint-Urcisse | La Sauzière-Saint-Jean |
|                                  | Montgaillard  |                        |

### Voies de communication et transports
Accès par la route départementale D 999 qui relie  Gaillac à Montauban.

### Hydrographie
La commune est dans le bassin de la Garonne, au sein du bassin hydrographique Adour-Garonne. Elle est drainée par le Tescou, le ruisseau de Nadalou, un bras du Tescou, Les Peyrillottes, le ruisseau de la Garenne, le ruisseau de Lagassat, le ruisseau de Nougarède, le ruisseau des Andouls, le ruisseau du Bois des Pys et par divers petits cours d'eau, qui constituent un réseau hydrographique de 20 km de longueur totale,.
Le Tescou, d'une longueur totale de 48,8 km, prend sa source dans la commune de Castelnau-de-Montmiral et s'écoule d'est en ouest. Il traverse la commune et se jette dans le Tarn à Montauban, après avoir traversé 13 communes.

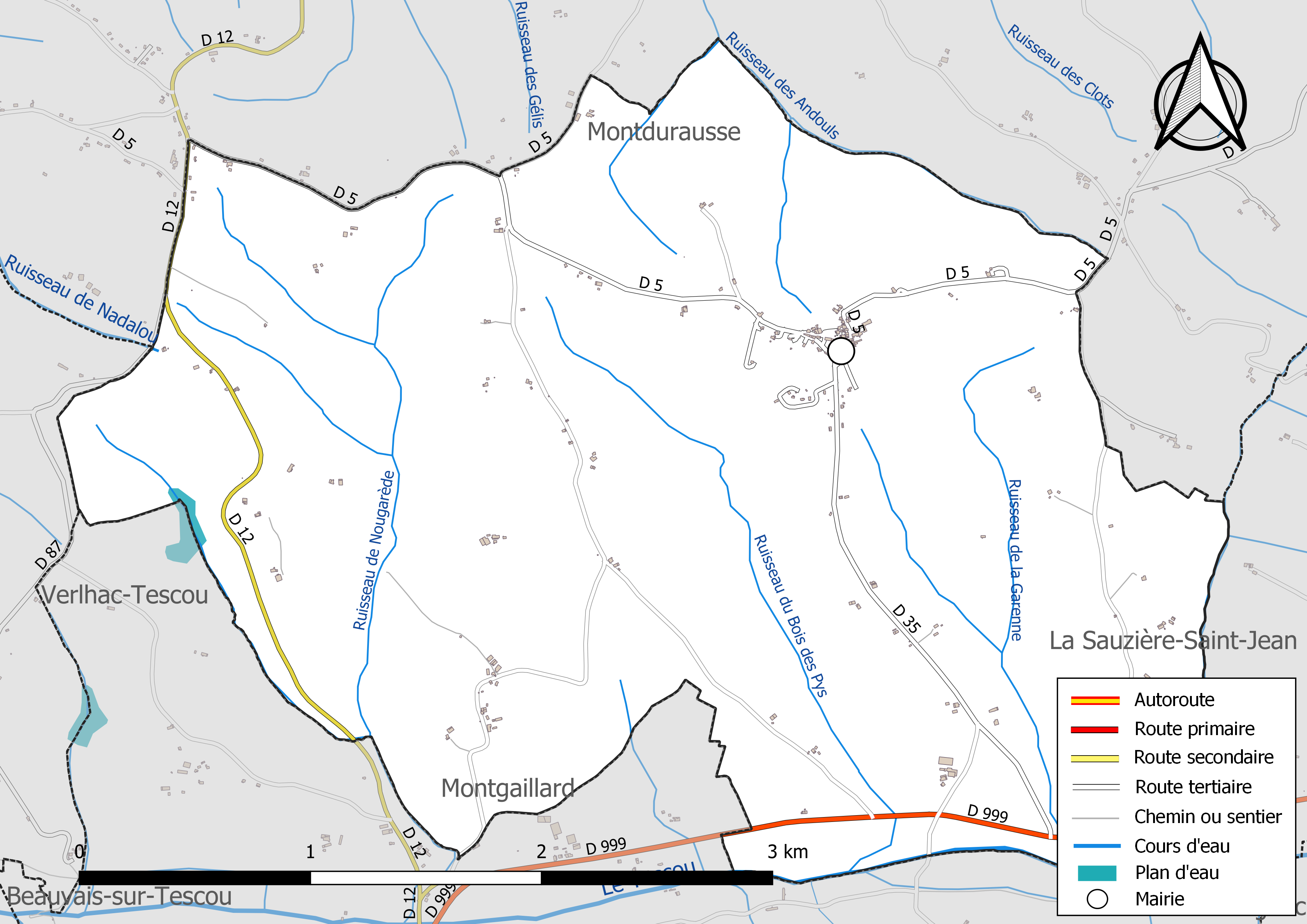
Réseaux hydrographique et routier de Saint-Urcisse.

### Climat
Pour des articles plus généraux, voir Climat de l'Occitanie et Climat du Tarn.
En 2010, le climat de la commune est de type climat du Bassin du Sud-Ouest, selon une étude du Centre national de la recherche scientifique s'appuyant sur une série de données couvrant la période 1971-2000. En 2020, Météo-France publie une typologie des climats de la France métropolitaine dans laquelle la commune est exposée à un climat océanique altéré et est dans la région climatique Aquitaine, Gascogne, caractérisée par une pluviométrie abondante au printemps, modérée en automne, un faible ensoleillement au printemps, un été chaud (19,5 °C), des vents faibles, des brouillards fréquents en automne et en hiver et des orages fréquents en été (15 à 20 jours).
Pour la période 1971-2000, la température annuelle moyenne est de 13 °C, avec une amplitude thermique annuelle de 15,8 °C. Le cumul annuel moyen de précipitations est de 792 mm, avec 9,9 jours de précipitations en janvier et 5,5 jours en juillet. Pour la période 1991-2020, la température moyenne annuelle observée sur la station météorologique de Météo-France la plus proche, « Puycelsi », sur la commune de Puycelsi à 10 km à vol d'oiseau, est de 13,2 °C et le cumul annuel moyen de précipitations est de 740,4 mm. 
La température maximale relevée sur cette station est de 41,9 °C, atteinte le 24 août 2023 ; la température minimale est de −11,7 °C, atteinte le 8 février 2012,,.
Les paramètres climatiques de la commune ont été estimés pour le milieu du siècle (2041-2070) selon différents scénarios d'émission de gaz à effet de serre à partir des nouvelles projections climatiques de référence DRIAS-2020. Ils sont consultables sur un site dédié publié par Météo-France en novembre 2022.

### Milieux naturels et biodiversité
Aucun espace naturel présentant un intérêt patrimonial n'est recensé sur la commune dans l'inventaire national du patrimoine naturel,,.

## Urbanisme

### Typologie
Au 1er janvier 2024, Saint-Urcisse est catégorisée commune rurale à habitat très dispersé, selon la nouvelle grille communale de densité à sept niveaux définie par l'Insee en 2022.
Elle est située hors unité urbaine et hors attraction des villes,.

### Occupation des sols
L'occupation des sols de la commune, telle qu'elle ressort de la base de données européenne d’occupation biophysique des sols Corine Land Cover (CLC), est marquée par l'importance des territoires agricoles (84,9 % en 2018), en diminution par rapport à 1990 (86,5 %). La répartition détaillée en 2018 est la suivante : 
terres arables (63,2 %), prairies (15,7 %), forêts (15,1 %), zones agricoles hétérogènes (6,1 %). L'évolution de l’occupation des sols de la commune et de ses infrastructures peut être observée sur les différentes représentations cartographiques du territoire : la carte de Cassini (XVIIIe siècle), la carte d'état-major (1820-1866) et les cartes ou photos aériennes de l'IGN pour la période actuelle (1950 à aujourd'hui).

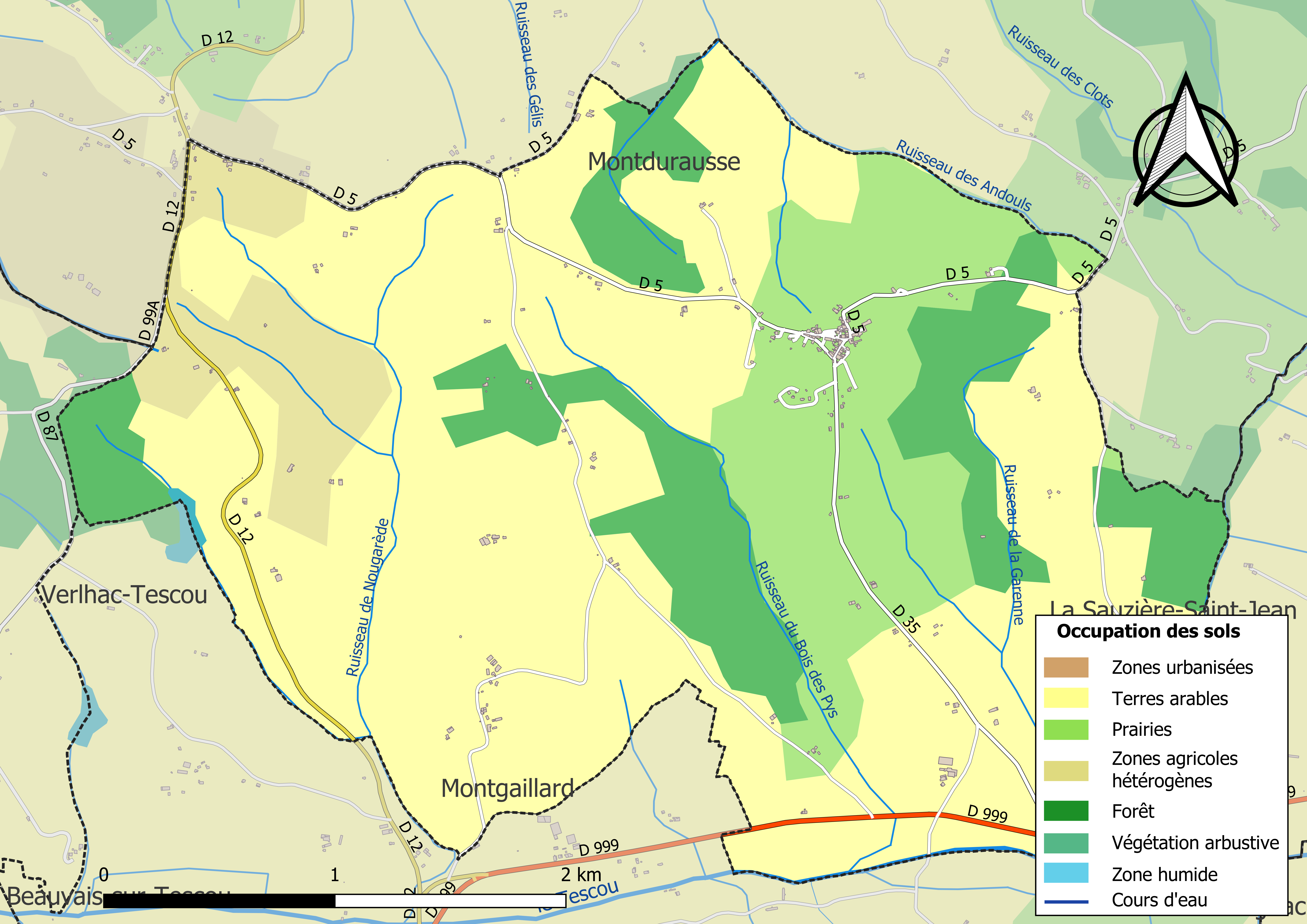
Carte des infrastructures et de l'occupation des sols de la commune en 2018 (CLC).

### Risques majeurs
Le territoire de la commune de Saint-Urcisse est vulnérable à différents aléas naturels : météorologiques (tempête, orage, neige, grand froid, canicule ou sécheresse), inondations, mouvements de terrains et séisme (sismicité très faible). Il est également exposé à un risque technologique,  le transport de matières dangereuses. Un site publié par le BRGM permet d'évaluer simplement et rapidement les risques d'un bien localisé soit par son adresse soit par le numéro de sa parcelle.

#### Risques naturels
Certaines parties du territoire communal sont susceptibles d’être affectées par le risque d’inondation par débordement de cours d'eau, notamment le Tescou. La cartographie des zones inondables en ex-Midi-Pyrénées réalisée dans le cadre du XIe Contrat de plan État-région, visant à informer les citoyens et les décideurs sur le risque d’inondation, est accessible sur le site de la DREAL Occitanie. La commune a été reconnue en état de catastrophe naturelle au titre des dommages causés par les inondations et coulées de boue survenues en 1982,.
Saint-Urcisse est exposée au risque de feu de forêt. En 2022, il n'existe pas de Plan de Prévention des Risques incendie de forêt (PPRif). Le débroussaillement aux abords des maisons constitue l’une des meilleures protections pour les particuliers contre le feu,.

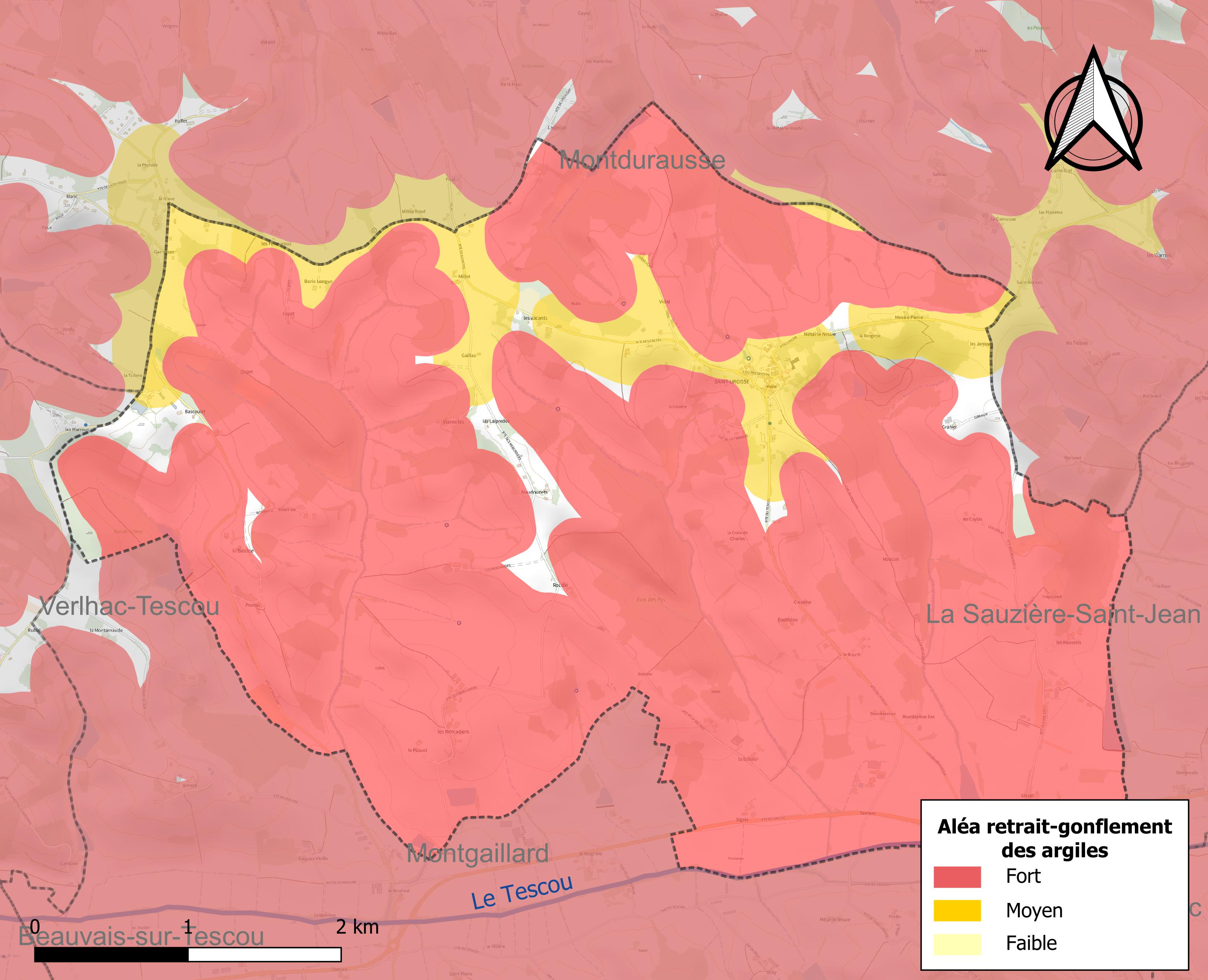
Carte des zones d'aléa retrait-gonflement des sols argileux de Saint-Urcisse.

La commune est vulnérable au risque de mouvements de terrains constitué principalement du retrait-gonflement des sols argileux. Cet aléa est susceptible d'engendrer des dommages importants aux bâtiments en cas d’alternance de périodes de sécheresse et de pluie. 96,2 % de la superficie communale est en aléa moyen ou fort (76,3 % au niveau départemental et 48,5 % au niveau national). Sur les 134 bâtiments dénombrés sur la commune en 2019, 124 sont en aléa moyen ou fort, soit 93 %, à comparer aux 90 % au niveau départemental et 54 % au niveau national. Une cartographie de l'exposition du territoire national au retrait gonflement des sols argileux est disponible sur le site du BRGM,.
Par ailleurs, afin de mieux appréhender le risque d’affaissement de terrain, l'inventaire national des cavités souterraines permet de localiser celles situées sur la commune.

#### Risques technologiques
Le risque de transport de matières dangereuses sur la commune est lié à sa traversée par des infrastructures routières ou ferroviaires importantes ou la présence d'une canalisation de transport d'hydrocarbures. Un accident se produisant sur de telles infrastructures est susceptible d’avoir des effets graves sur les biens, les personnes ou l'environnement, selon la nature du matériau transporté. Des dispositions d’urbanisme peuvent être préconisées en conséquence.

## Histoire
Saint-Urcisse était à l'origine une bastide médiévale de l'Albigeois, fondée en 1256 par Guillaume Agasse bayle du comte de Toulouse Raymond VII avec le paréage de Ratier. La bastide appartenait au diocèse de Montauban jusqu'à la Révolution Française.

### Héraldique
| Blason de Saint-Urcisse | Blason  | Coupé d'or et de sable, vêtu de l'un en l'autre. |
| Blason de Saint-Urcisse | Détails | Le statut officiel du blason reste à déterminer. |

## Politique et administration

### Rattachements administratifs et électoraux
Commune faisant partie de la communauté de communes Vère-Grésigne - Pays Salvagnacois et du canton de Vignobles et Bastides (avant le redécoupage départemental de 2014, Saint-Urcisse faisait partie de l'ex-canton de Salvagnac). Saint-Urcisse faisait aussi partie de la communauté de communes du Pays Salvagnacois jusqu'en 2014.

### Liste des maires
| Période                                  | Période   | Identité                                        | Étiquette | Qualité            |
| ---------------------------------------- | --------- | ----------------------------------------------- | --------- | ------------------ |
| mars 2008                                |           | Gérard Caminade                                 |           |                    |
| mars 2001                                | mars 2008 | Gérard Caminade                                 |           |                    |
|                                          |           |                                                 |           |                    |
|                                          |           |                                                 |           |                    |
| 1869                                     | 1890      | Marie Auguste Charles Henry de Martin de Viviés |           | Conseiller général |
| Les données manquantes sont à compléter. |           |                                                 |           |                    |

## Population et société

### Démographie
| 1793 | 1800 | 1806 | 1821 | 1831 | 1836 | 1841 | 1846 | 1851 |
| ---- | ---- | ---- | ---- | ---- | ---- | ---- | ---- | ---- |
| 276  | 330  | 360  | 418  | 478  | 634  | 585  | 604  | 589  |

| 1856 | 1861 | 1866 | 1872 | 1876 | 1881 | 1886 | 1891 | 1896 |
| ---- | ---- | ---- | ---- | ---- | ---- | ---- | ---- | ---- |
| 654  | 667  | 672  | 647  | 616  | 609  | 547  | 528  | 501  |

| 1901 | 1906 | 1911 | 1921 | 1926 | 1931 | 1936 | 1946 | 1954 |
| ---- | ---- | ---- | ---- | ---- | ---- | ---- | ---- | ---- |
| 508  | 470  | 446  | 347  | 342  | 331  | 325  | 313  | 299  |

| 1962 | 1968 | 1975 | 1982 | 1990 | 1999 | 2004 | 2006 | 2009 |
| ---- | ---- | ---- | ---- | ---- | ---- | ---- | ---- | ---- |
| 251  | 251  | 221  | 202  | 176  | 177  | 205  | 212  | 233  |

| 2014 | 2019 | 2022 | - | - | - | - | - | - |
| ---- | ---- | ---- | - | - | - | - | - | - |
| 212  | 217  | 225  | - | - | - | - | - | - |

### Enseignement
Saint-Urcisse fait partie de l'académie de Toulouse.

### Culture et festivité
Groupe de majorettes, Les Émeraudes du Pays salvagnacois.

## Économie

### Revenus
En 2018, la commune compte 94 ménages fiscaux, regroupant 210 personnes. La médiane du revenu disponible par unité de consommation est de 18 750 € (20 400 € dans le département).

### Emploi
|                | 2008   | 2013   | 2018   |
| -------------- | ------ | ------ | ------ |
| Commune        | 11,4 % | 14,4 % | 14,7 % |
| Département    | 8,2 %  | 9,9 %  | 10 %   |
| France entière | 8,3 %  | 10 %   | 10 %   |

En 2018, la population âgée de 15 à 64 ans s'élève à 114 personnes, parmi lesquelles on compte 79,3 % d'actifs (64,7 % ayant un emploi et 14,7 % de chômeurs) et 20,7 % d'inactifs,. Depuis 2008, le taux de chômage communal (au sens du recensement) des 15-64 ans est supérieur à celui de la France et du département.
La commune est hors attraction des villes,. Elle compte 26 emplois en 2018, contre 26 en 2013 et 23 en 2008. Le nombre d'actifs ayant un emploi résidant dans la commune est de 77, soit un indicateur de concentration d'emploi de 33,4 % et un taux d'activité parmi les 15 ans ou plus de 54,6 %.
Sur ces 77 actifs de 15 ans ou plus ayant un emploi, 20 travaillent dans la commune, soit 26 % des habitants. Pour se rendre au travail, 84,6 % des habitants utilisent un véhicule personnel ou de fonction à quatre roues, 3,9 % s'y rendent en deux-roues, à vélo ou à pied et 11,5 % n'ont pas besoin de transport (travail au domicile).

### Activités hors agriculture
16 établissements sont implantés  à Saint-Urcisse au 31 décembre 2019.
Le secteur de l'industrie manufacturière, des industries extractives et autres est prépondérant sur la commune puisqu'il représente 62,5 % du nombre total d'établissements de la commune (10 sur les 16 entreprises implantées  à Saint-Urcisse), contre 13 % au niveau départemental.

### Agriculture
|               | 1988 | 2000 | 2010 | 2020 |
| ------------- | ---- | ---- | ---- | ---- |
| Exploitations | 35   | 18   | 11   | 7    |
| SAU (ha)      | 700  | 482  | 351  | 222  |

La commune est dans les « Coteaux Molassiques », une petite région agricole située dans l'ouest du département du Tarn. Au milieu des plaines alluviales, ces coteaux offrent une terre fertile riche en sable et argile. Les nombreux châtaigniers et chênes qui y poussent spontanément côtoient de vastes zones agricoles céréalières. En 2020, l'orientation technico-économique de l'agriculture  sur la commune est la polyculture et/ou le polyélevage. Sept exploitations agricoles ayant leur siège dans la commune sont dénombrées lors du recensement agricole de 2020 (35 en 1988). La superficie agricole utilisée est de 222 ha,,.

## Culture locale et patrimoine

### Lieux et monuments
- Le château de Saint-Urcisse, est classé monument historique depuis le 2 avril 1998[35]. Le château a été construit au XVIIIe siècle sur le site d'une ancienne maison forte datant du XIVe siècle. Les premiers travaux ont été initiés pas Legendre (directeur général des bâtiments du roi), qui a fait de nombreuses demandes de plans et de modèles à des architectes renommés tel que Robert de Cotte. Pour la décoration intérieure, Legendre fait appel à des artistes célèbres mais il ne réalise pas tous ces projets par manque de moyens financiers. En 1728, les frères Tauriac rachètent le domaine et poursuivent les travaux, notamment au niveau du jardin du château. Entre 1858 et 1863, une orangerie et un bassin sur la terrasse basse sont construits et le pigeonnier est démoli[35].
- L'église Saint-Salvy de Saint-Urcisse, située au centre du village de Saint-Urcisse, a été détruite puis rebâtie en 1750 avec des pierres des églises Notre-Dame du Cayre et Saint-Gervais (démolie au XVIIIe siècle, elle ne fut pas reconstruite)[25]. De style gothique, l'église est constituée d'un clocher carré et de voûtes d'arête. En 1874, un sanctuaire polygonal est ajouté à l'église. Le chœur est décoré par les fresques de Nicolas Greschny.
- L'église Notre-Dame du Cayre, situé dans la commune de Saint-Urcisse, a été détruite au XVIIIe siècle, puis rebâtie en 1806[25],[36].
- Chapelle Sainte-Cécile du Cayré.

### Personnalités liées à la commune
Marie Auguste Charles Henry de Martin de Viviés (1831-1890), enseigne de vaisseau, maire de Saint-Urcisse (1869-1890), conseiller général du canton de Salvagnac.

## Pour approfondir